# میشل گوندری
میشل گوندری (به فرانسوی: Michel Gondry) کارگردان، فیلمنامه‌نویس و تهیه‌کنندهٔ فرانسوی برندهٔ جایزه اسکار است.

## زندگی و حرفه
گوندری در ورسای فرانسه زاده شده و نوه مخترع٬ کنستنت مارتین است. وی پسر نوجوانی به نام پائول دارد که او نیز هنرمند است.
گوندری اکنون در بروکلین نیویورک زندگی می‌کند.

## بخشی از جوایز و افتخارات
- کاندیدای بفتای بهترین کارگردانی برای فیلم درخشش ابدی یک ذهن پاک در سال ۲۰۰۴

## فیلم‌شناسی

### فیلم‌های بلند
- ذات آدمی (۲۰۰۱)
- درخشش ابدی یک ذهن پاک (۲۰۰۴)
- علم خواب (۲۰۰۶)
- مهربان باش، بپیچان (۲۰۰۸)
- زنبور سبز (۲۰۱۱)
- ما و من (۲۰۱۲)
- حالت نیلی (۲۰۱۳)
- میکروب و گازوئیل (۲۰۱۵)
- کتاب راه حل‌ها (۲۰۲۳)
- مایا یک عنوان به من بده (۲۰۲۴)
- طلایی (۲۰۲۵)